# Жофруа (фільм)
«Жофруа» (фр. Jofroi) — французький трагікомедійний фільм 1934 року, поставлений режисером Марселем Паньолем за оповіданням Жана Жіоно «Жофруа з Моссана» (фр. Jofroi de la Maussan) зі збірки «Самотність жалості» (фр. Solitude de la pitié, 1932).

## Сюжет
Старий селянин на ім'я Жофруа укладає у нотаріуса угоду з продажу сусідові Фонсу свого фруктового саду. Але коли Фонс хоче викорчовувати тридцятирічні дерева з цього саду, щоб посадити на їхньому місці пшеницю, Жофруа наводить на нього рушницю. Він не хоче, щоб вбивали дерева. З неймовірною шкідливістю й завзятістю він відкидає усі пропоновані компроміси і не хоче слухати аргументи тих, хто хоче улагодити конфлікт. Щоб усіх покарати та всім зашкодити, Жофруа вирішує накласти на себе руки. Він випробовує найрізноманітніші способи, але все — безуспішно. Одного разу в нього майже виходить: односельці виймають його з петлі. Фонс виглядає в очах громадськості як людина, що довела Жофруа до божевілля; від горя Фонс не встає з ліжка, втрачає волю і згасає щодень. Він так і змарнів би, але Жофруа помирає першим — своєю смертю. Дізнавшись про це, Фонс негайно встає з ліжка та йде вирубувати дерева. Проте декілька дерев він не чіпає: нехай Жофруа дивиться на них з небес і думає, що цей Фонс — не такий вже і бридкий тип.

## У ролях
| • Венсан Скотто | … | Жофруа               |
| • Анні Туанон   | … | Борода, його дружина |
| • Анрі Пупон    | … | Фонс                 |
| • Андре Робер   | … | учитель              |
| • Жозе Тіран    | … | кюре                 |
| • Шарль Блаветт | … | Антонен              |
| • Анрі Дарбре   | … | нотаріус             |
| • Одетт Роже    | … | дружина Фонса        |

## Знімальна група
- Автор сценарію — Марсель Паньоль
- Режисер-постановник — Марсель Паньоль
- Оператор — Віллі Факторович
- Композитор — Венсан Скотто
- Монтаж — Сюзанн де Тройє, Андре Роберт
- Художник-постановник — Жан Бійон
- Художник-декоратор — Жан Бійон

## Нагороди та номінації
| Список нагород та номінацій      | Список нагород та номінацій | Список нагород та номінацій | Список нагород та номінацій | Список нагород та номінацій | Список нагород та номінацій |
| Кінопремія                       | Рік                         | Категорія                   | Номінант(и)                 | Результат                   |                             |
| -------------------------------- | --------------------------- | --------------------------- | --------------------------- | --------------------------- | --------------------------- |
| Спільнота кінокритиків Нью-Йорка | 1950                        | Найкращий іноземний фільм   | Жофруа                      | 2-е місце                   |                             |